# Eugenia rheophytica
Espèce
Statut de conservation UICN

 CR B1+2c : 
En danger critique
Eugenia rheophytica est une espèce de plantes à fleurs de la famille des Myrtaceae. C'est un arbre ou un arbuste originaire du Sri Lanka. Il pousse en milieu tropical à saison sèche.

## Publication originale
- Quarterly Journal of the Taiwan Museum 34: 170. 1981.